# Phryno yichengica
Phryno yichengica är en tvåvingeart som beskrevs av Liu, Chao och Li 1999. Phryno yichengica ingår i släktet Phryno och familjen parasitflugor.
Artens utbredningsområde är Shanxi (Kina). Inga underarter finns listade i Catalogue of Life.